# Mîhailivka, Nova Odesa
Mîhailivka (în ucraineană Михайлівка) este o comună în raionul Nova Odesa, regiunea Mîkolaiiv, Ucraina, formată numai din satul de reședință.

## Demografie
Componența lingvistică a comunei Mîhailivka
     Ucraineană (92,59%)
     Rusă (7%)
     Alte limbi (0,21%)
Conform recensământului din 2001, majoritatea populației comunei Mîhailivka era vorbitoare de ucraineană (92,59%), existând în minoritate și vorbitori de rusă (7%).